# Кхоса, Унгулани Ба Ка
Унгулани Ба Ка Кхоса, собственно Франсишку Эзау Косса (порт.  Ungulani Ba Ka Khosa, Francisco Esaú Cossa, 1 августа 1957, Инхаминга, провинция Софала) — мозамбикский писатель, пишет на португальском языке.

## Биография
Учился в университетах Замбезии и Мапуту, окончил педагогический факультет Университета имени Эдуардо Мондлане, получил степень бакалавра по истории и географии. Университетский преподаватель, в 1982 в течение года работал на Министерство образования. Организовывал школьное обучение в провинциях Ньяса и Кабу-Делгаду. Служил в Ассоциации писателей Мозамбика.

## Творчество
Как писатель сложился под влиянием американских авторов (Фолкнер, Хемингуэй), писателей Латинской Америки (Гарсиа Маркес, Варгас Льоса), африканских романистов (Чинуа Ачебе, Нгуги Ва Тхионго, Усман Сембен, Монго Бети). Наиболее известен его исторический роман Уалалапи (1987), получивший Большую литературную премию Мозамбика. В 2002 авторитетное панафриканское жюри в Аккре включило его в число 100 лучших книг Африки XX века.

## Произведения
- Ualalapi, 1987 (многократно переиздан в Мозамбике и Португалии)
- Orgia dos Loucos, 1990
- Histórias de Amor e Espanto, 1999
- No Reino dos Abutres, 2002
- Os sobreviventes da noite, 2007 (премия Жозе Кравейриньи; итал. пер. 2007)
- Choriro, 2009

## Признание
Книги писателя переведены на английский, каталанский, испанский, итальянский языки.